# Lise Lotte Lohmann
Lise Lotte Lohmann (født 18. april 1956 i Tornbjerg, Odense) er en dansk skuespiller og sanger.
Lohmann er autodidakt og har ingen egentlig skuespilleruddannelse. Hun optrådte først på kabaretscenen Café Adagio på Israels Plads. Derefter blev hun syngepige på Bakkens Hvile, Dyrehavsbakken, hvor hun har været gennem flere sæsoner. Hun har også flere gange lavet kabaret på Café Liva og spillet komedie på Gladsaxe Teater og Odense Teater, og har medvirket i Sønderborg Sommer Revy, ligesom hun har haft roller i flere spillefilm. Lise Lotte Lohmann er desuden en populær foredragsholder.
På tv blev Lohmann for alvor kendt i TV 2-programmet Eleva2ren i 1990'erne, ligesom hun i 2003 medvirkede i Big Brother V.I.P på TvDanmark sammen med bl.a. politikeren Morten Messerschmidt, som hun blev venner med.
Hun er søster til skuespilleren Lars Lohmann. Privat bor hun på Frederiksberg.

## Filmografi
- Den store badedag (1991)
- Den blå munk (1998)
- Slim Slam Slum (2002)

### Tv-serier
- Ørnen (2004)
- Sommer (2008)